# Berlinisches Jahrbuch fur die Pharmacie und fur die Damit Verbundenen Wissenschaften
Berlinisches Jahrbuch fur die Pharmacie und fur die Damit Verbundenen Wissenschaften (abreviado Berlin. Jahrb. Pharm. Verbundenen Wiss.) fue una revista ilustrada con descripciones botánicas que fue editada en Alemania. Se publicaron 42 números desde 1796 hasta 1840. Fue precedida por Berlinisches Jahrbuch der Pharmacie.